# Hippolyte Bruyères
Pour les articles homonymes, voir Bruyères (homonymie).

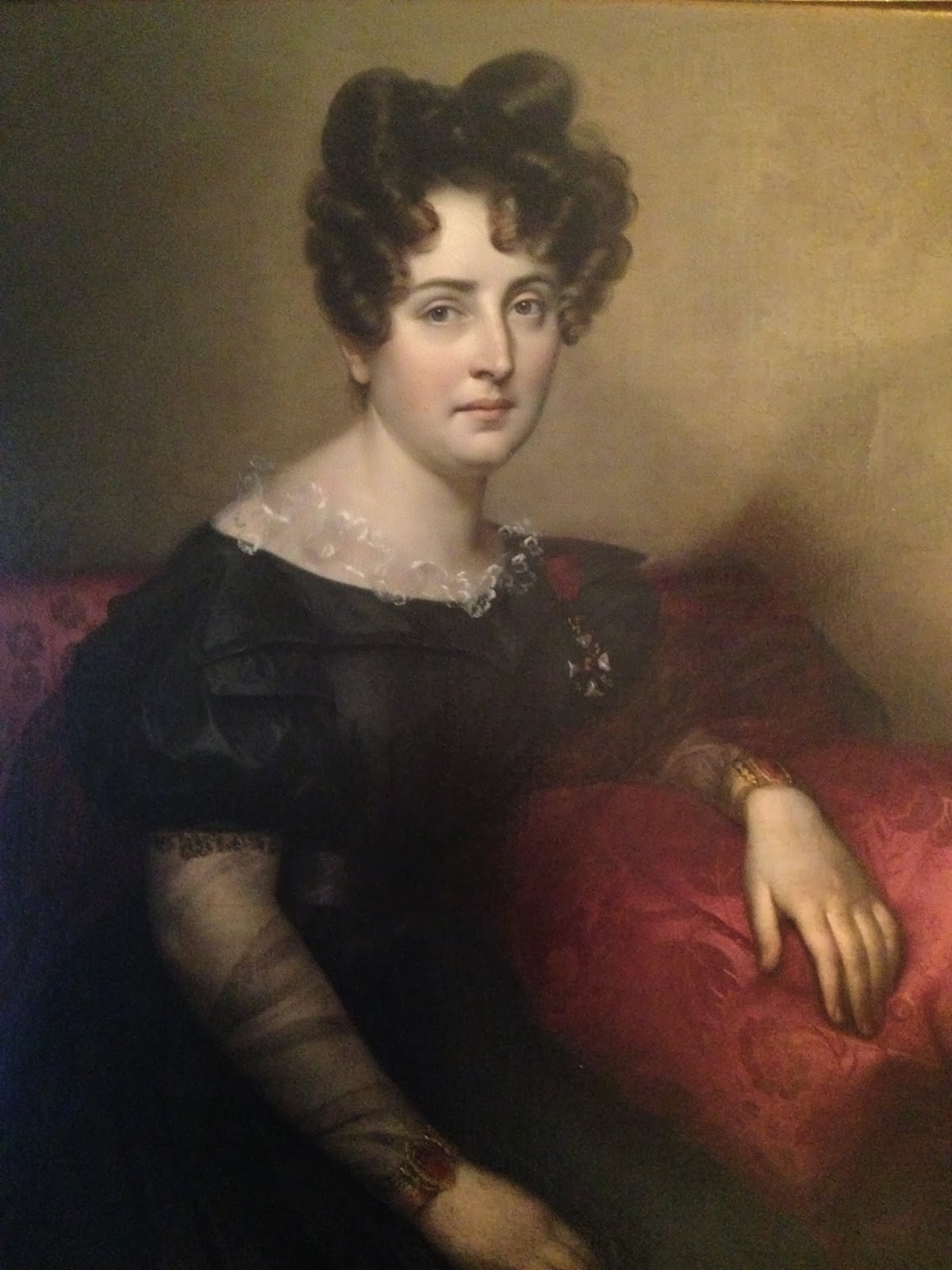
Cora par Hippolyte Bruyères

Jean Hippolyte Simon Bruyères, né vers 1801 à Sedan et mort le 4 décembre 1855 à Poitiers, est un peintre français.

## Biographie
Jean Hippolyte Bruyères épouse Marie Robinet le 17 avril 1834 à Paris. En 1852, il vit à Poitiers où un acte atteste sa qualité de peintre d'Histoire.
Bruyères était le beau-fils de Johann Gaspar Spurzheim, phrénologue et collaborateur de Franz Joseph Gall.

## Œuvres
- Calvaire (1835), tableau représentant la crucifixion, 156 cm × 113 cm.
- Phrénologie, Le geste et la physionomie démontrés par 120 portraits, sujets et compositions gravés sur acier, suite d'illustrations, composées entre autres avec Louis-Joseph-Isnard Desjardins, Charles Devrits, Jean-Denis Nargeot, Adolphe Portier,..., Paris, Aubert & Cie, 1847.
- Cora, tableau représentant Cora Millet-Robinet.